# Kiara Kabukuru
Kiara Kabukuru (sinh ngày 31 tháng 7 năm 1975) là một người Mỹ người mẫu thời trang có gốc là người Uganda. Kabukuru được biết đến như là một người mẫu của CoverGirl.

## Cuộc sống và việc phát hiện mẫu
Kabukuru được sinh ra ở Kampala, Uganda. Với sự trợ giúp của Tổ chức Ân xá Quốc tế và United Way, Kabukuru và gia đình cô di cư đến California khi cô còn nhỏ do bất ổn chính trị ở quê hương của họ. Kabukuru được nhiếp ảnh gia thời trang Bill Bodwell phát hiện tại một trung tâm mua sắm ở Los Angeles khi cô 16 tuổi.

## Nghề nghiệp
Kabukuru đã được đại diện bởi một số hàng đầu thế giới tổ chức xây dựng mô hình, bao gồm cả quản lý phụ nữ, Model Management Trump, và Cơ quan Mẫu Why Not., Tính đến tháng 2 năm 2011, cô được đại diện bởi mô hình Im lặng ở New York và Paris. Kabukuru đã đi bộ cho các nhà mốt bao gồm Dior, Versace, Calvin Klein, Chanel và Balmain. Công việc biên tập đáng chú ý nhất của cô bao gồm các trang bìa cho Vogue (Tây Ban Nha và Hoa Kỳ) và Amica Italy. Năm 2000, cô bị thương nặng sau khi bị xe tải đâm khi đang đạp xe ở thành phố New York. Sau nhiều năm phẫu thuật tái tạo, cô trở lại làm người mẫu với một trang bìa trong số tháng 7 năm 2008 của tạp chí Vogue Italia. Cô đã chụp ảnh cho các chiến dịch quảng cáo của Dolce & Gabbana, Moschino, L'Oréal, Calvin Klein, Yves Saint Laurent, Gucci và mỹ phẩm CoverGirl nổi tiếng nhất.
Cô được chụp ảnh trong Lịch Pirelli năm 1998 và trình diễn thời trang tại Victoria's Secret Fashion Show năm 1999.   

Cô là bạn của Gisele Bundchen và mẹ đỡ đầu cho con trai của Bundchen, Benjamin.